# Басава
Басава (познатији као Basaveshwara (1131—1167) био је један од важнијих Шивизамских филозофа и песника његовог века. Практиковао је политику која је ишла против индијске културе и хиндуизма. Постао је познат јер је био један од револуционара који су донели измене у индијском друштву током 12. века.
Башава је ширио друштвену свест кроз своју поезију, у народу познату као Вачанас. Он је одбацио родну или друштвену дискриминацију, сујеверја и ритуале, али је увео Ишталинга огрлицу, са сликом Шиве Линге, свакој особи, без обзира на њено рођење, као стални подсетник на бакти (оданост) Шиви. Снажан промотер ахимсе, такође је осудио људске и животињске жртве. Као главни министар свог краљевства, увео је нове јавне институције као што је Анубава Мантапа (или, „дворана духовног искуства“), која је примала мушкарце и жене из свих социо-економских средина да разговарају о духовним и свакодневним питањима живота, на отвореном.
Традиционалне легенде и хагиографски текстови наводе да је Басава оснивач Лингајата. Међутим, модерна учења која се ослањају на историјске доказе као што су натписи на Калачури наводе да је Басава био песник филозоф који је оживео, рафинирао и подстакао већ постојећу традицију. Басаварајадевара Рагале (доступно је 13 од 25 одељака) канадског песника Харихаре (око 1180) је најранији доступни извештај о животу друштвеног реформатора и сматра се важним, јер је аутор био скоро савременик његовог протагонисте. Потпун приказ Басавиног живота и идеја је испричан у светом телушком тексту из 13. века, Басава Пурани од Палкурикија Соманате.
Басавина књижевна дела укључују Вачана Сахитија на канадском језику. Такође је познат као Бактибандари (дословно, ризничар оданости) и Басавана.

## Младост
Басава је рођен 1131. године у граду Басавана Багевади у северном делу Карнатаке, у породици Мадараса и Мадаламбике, у канадској православној браманској породици посвећеној хиндуистичком божанству Вишну. Назван је Басава, канадски облик санскритског Вришаба у част Нанди бика (носиоца Шиве) и локалне традиције шивизма.
Басава је одрастао у Кудаласангами (северозападна Карнатака), близу обала реке Кришне и њене притоке Малапрабе. Басава је провео дванаест година учећи у хиндуистичком храму у граду Кудаласангама, у Сангамешвари, тада шивској школи учења, вероватно Лакулиша-Пашупата традиције.
Басава се оженио са Гангамбике, рођаком по мајци. Њен отац је био премијер провинције Биџала, Калачурски краљ. Почео је да ради као рачуновођа на краљевом двору. Када му је ујак по мајци умро, краљ га је позвао да буде главни министар. Цар се оженио и Басавином сестром по имену Нагама.
Као главни министар краљевине, Басава је користио државну благајну за покретање друштвених реформи и религиозног покрета усмереног на оживљавање шивизма, препознавање и оснаживање аскета који су се звали џангами. Једна од иновативних институција које је покренуо у 12. веку била је Анубава Мантапа, јавно веће и окупљање које је привлачило мушкарце и жене из различитих слојева живота из удаљених земаља да отворено разговарају о духовним, економским и друштвеним питањима живота. Он је компоновао је поезију на локалном језику и ширио своју поруку масама. Његова учења и стихови као што су Кајакаве Кајласа (Рад је пут ка Кајласи [блаженству, небу] или Рад је богослужење) постали су популарни.

## Литерарни рад
Басави се приписује неколико дела, која се поштују у заједници Верашајва Лингајат. То укључује различите Вачане као што су Шат-стала-вачана (дискурси о шест фаза спасења), Кала-џнана-вачана (прорицање будућности), Мантра-гопија, Гатачакра-вачана и Раџа-јога-вачана.

### Хагиографија
Басава Пурана, телушка биографска епска песма, коју је први написао Палкурики Соманата у 13. веку, и ажурирана канадска верзија из 14. века, коју је написао Бима Кави 1369. године, свети су текстови у Верашајва Лингајату.
Друга хагиографска дела укључују Мала Басава-раџа-чаритре из 15. века и Вришабендра Виџаја из 17. века, обе на канадском језику.

### Аутентичност
Научници наводе да су песме и легенде о Басави записане дуго након његове смрти. Ово је покренуло питање тачности и креативне интерполације аутора који нису били непосредни сведоци, већ су своје радове изводили ослањајући се на сећање, легенде и приче других. Мајкл наводи: „Све 'Вачана' колекције какве сада постоје вероватно су настале много касније од 15. века [300 година после Басаве]. Много критичног рада треба уложити у утврђивање аутентичности делова ових колекција”.

## Филозофија
Басава је одрастао у шајивској породици. Као вођа, развио је и инспирисао нови покрет преданости под називом Вирашхајивас, или „ватрени, херојски обожаваоци Шиве“. Овај покрет је имао своје корене у текућем тамилском Бакти покрету, посебно у традицијама Шајива Најанара, током 7. до 11. века. Међутим, Басава се залагао за предано обожавање које је одбацило обожавање храма и ритуале које су водили брамани и заменило га персонализованим директним обожавањем Шиве кроз праксе као што су индивидуално ношене иконе и симбола попут малог линга. Овај приступ је омогућио Шивино присуство свима и у сваком тренутку, без дискриминације по полу, класи или касти. Басавина песма, као што је Басавана 703, говори о снажном осећају родне равноправности и повезаности заједнице, вољним да води рат за прави циљ, а ипак да је друга „невеста поклоника“ у време њихове потребе.
Контраст у његовим песмама и идејама је Ставара и Јангама, односно „оно што је статично, стоји“ и „оно што се креће, тражи“. Храмови, древне књиге су представљали прво, док су рад и дискусија представљали друго.
Басава је истицао стални лични духовни развој као пут ка дубоком просветљењу. Он се залагао за употребу народног језика, канада, у свим духовним дискусијама, тако да превод и тумачење од стране елите нису потребни и да свако може да разуме духовне идеје. Његов приступ је сличан протестантском покрету, наводи Рамануја. Његова филозофија се врти око третирања сопственог тела и душе као храма; уместо да направи храм, он предлаже да буде храм. Његово тројство се састојало од гуруа (учитељ), линга (лични симбол Шиве) и јангаме (стално кретање и учење).
Басава је у 12. веку основао Анубава Мантапа, салу за окупљање и дискусију о духовним идејама било ког члана друштва из оба пола, где су ватрени поклоници Шиве делили своја достигнућа и духовне песме на локалном језику. Довео је у питање ритуале, дуализам и екстернализацију бога, и изјавио да је прави Бог „једно са собом, саморођен“.
Док је Басава одбацивао ритуале, охрабривао је иконе и симболе као што је ношење Исталинге (огрлица са личним лингом, симбол Шиве), семена Рудракше или перли на деловима тела, а примењивао је Вибути (свети пепео на челу) као константу, подсећање на своју приврженост и начела вере. Још једна помоћ вери, коју је подстицао, била је мантра од шест слогова, Шиваја Намах, или шадакшара мантра која је Ом Намах Шиваја.

### Бакти марга као пут ка ослобођењу
Басава Пурана, у првом поглављу, представља серију страствених расправа између Басаве и његовог оца. Обојица проглашавају хинду Срути и Смрити изворима валидног знања, али се не слажу око марге (пута) ка ослобођеном, праведном животу. Басавин отац фаворизује традицију ритуала, док Басава фаворизује пут директне, личне оданости (бакти).
Према Велчеру Рау и Џину Рогајиру, Басава пут преданости назива „изван шест система филозофије. Срути га је похвалио као свевидећи почетак почетка. Облик тог божанског линга је прави Бог. Гуру [учитељ] вероисповести је оличење доброте и саосећања, а он такође ставља Бога у вашу руку. Мантра од шест слогова, врховна мантра, је његова мантра. Хаљина – праменови косе, пепео и рудрашака перле – стављају човека изван циклуса рођења и смрти. Он иде путем ослобођења. (...) Овај пут нуди ништа мање од ослобођења у овом животу.“

### Корени у филозофији Веданте
Срипати, научник Вирасајива, објаснио је Басавину филозофију у Шрикара Басји, користећи Веданта Сутру, сугеришући да је Басавина Лингајат теологија облик квалификованог недуализма, у којем је индивидуална Атма (душа) тело Бога, и да нема разлике између Шиве и Атме (ја, душа), Шива је нечија Атма, нечија Атма је Шива. Срипатијева анализа поставља Басавине ставове у школу Веданте, у облику ближе Вишиштадвајита филозофу Рамануји из 11. века, него Адвајита филозофу Адију Шанкари. Међутим, Срипатијева анализа је оспорена у заједници Вирасајива.

## Историја
Басава је био јако цењен филозоф. Због великог поштовања седеоци су га назвали „Вишва гуру” (енгл. Vishva-guru) које је јако цењено и значајно звање у Индији. Његова учења и приповедања прелазе све границе. Подучавао је људе како водити прави начин живота и да центар човечанства треба бити божије искуство, без обзира на пол, порекло или социјалног статуса. Поред наведеног, Басава је био велики хуманиста.
Науку коју је одбрањивао сводила се на једну реченицу: „суштина Шиве је Брахман”. У њему је, на самом почетку времена, боравио свет и све што нас данас окуржује. Верници који прате идеологију Басаве и који желе да се приближе Шиви морају да носе „лингу” (симбол Шиве или Брахмана у приближном облику мушког полног органа) и користити је као амајлију. Овим признањем се одбија дечји брак, омогућава се удовицама да се поново удају и одбија се систем кастова.

## Наслеђе и утицај
Модерна учења која се ослањају на историјске доказе као што су натписи у Калачури наводе да је Басава био песник-филозоф из 12. века који је оживео и подстакао већ постојећу традицију. Заједница којој је помогао да се формира позната је и као Шаранас. Заједница је углавном концентрисана у Карнатаки, али је мигрирала у друге државе Индије, као и у иностранство. Пред крај 20. века, процењује Мајкл, једна шестина становништва државе Карнатака, или око 10 милиона људи, били су Верашајива Лингајат или традиција коју је заступао Басава. Верашајива Лингајат сачињава око 17% становништва Карнатаке и има доминацију у 100 од 223 изборне јединице. Међу укупно 23 главна министра које је Карнатака имала од 1952. године, 10 је било из Лингајатске заједнице.

### Социјална реформа
Башава је учио да је свако људско биће једнако, без обзира на касту, и да су сви облици мануелног рада подједнако важни. Мајкл наводи да није рођење, већ понашање оно што је одредило правог свеца и Шајива бакту у погледу Басаве и Шарана заједнице. То је, пише Мајкл, био и став јужноиндијског човека, да је „понашање, а не рођење“ оно што одређује правог човека. Једна разлика између њих двоје је била у томе што је Шаранас прихватао било кога, без обзира у ком занимању је рођен, да се преобрати и поново роди у већу породицу Шивиних поклоника, а затим прихвати било које занимање које жели. Басава је инсистирао на ахимси или ненасиљу и оштро је осуђивао све облике жртвовања, људске или животињске.

### Синтеза различитих хиндуистичких традиција
Башава је заслужан за уједињавање различитих духовних токова током своје епохе. Јан Петер Шоутен наводи да вирашајивизам, покрет који заступа Басава, тежи монотеизму са Шивом као божанством, али са снажном свешћу о јединству Коначне реалности. Шоутен ово назива синтезом Раманујине Вишиштадвајте и Шанкарине Адвајитске традиције, називајући је Шакти-Вишиштадвајита, односно монизам спојен са Шакти веровањима. Басава традиција посматра духовни напредак појединца као шестостепену Сатсталасидханту, која прогресивно еволуира појединца кроз фазу бакте, до фазе мајстора, затим фазе примаоца милости, након тога Линга у животном даху (бог пребива у њиховој души), фаза предања (свесност да нема разлике између бога и душе, сопства), до последњег степена потпуног сједињења душе и бога (ослобођење, мукти). Басавин приступ се разликује од Адија Шанкаре, наводи Шутен, по томе што Басава наглашава пут преданости, у поређењу са Шанкариним нагласком на путу знања – систему монистичке Адвајитске филозофије о којој се нашироко расправљало у Карнатаки у време Басаве.
Џесика Фрејзер и др. наводе да је Басава поставио темеље покрета који је ујединио „ведску са тантричком праксом и адвајитски монизам са експресивним бакти девоционализмом“.

### Иконе и симболи
Басава се залагао за ношење Ишталинге, огрлице са привеском која садржи мали Шива линга. Њега је водила његова спознаја; у једној од својих Вачана каже Ариве Гуру, што значи да је сопствена свест његов/њен учитељ. Многи савремени Вачанакари (људи који су написали Вачане) описали су га као Свајанкрита Сахаја, што значи „самоуког”.

## Споменици и признања
- Тадашњи председник Индије Абдул Калам инаугурисао је Басавешварину статуу 28. априла 2003. у Индијском парламенту.
- Басавешвара је први Канадига у чију част је искована пригодна кованица у знак признања за његове друштвене реформе. Бивши премијер Индије, др Манмохан Синг је био у Бенгалуру, главном граду Карнатаке, да би пусти кованицу у оптицај.[38][39][40]
- Дана 14. новембра 2015. премијер Индије Нарендра Моди отворио је статуу Басавешваре дуж обале реке Темзе у Ламбету у Лондону.[41][42][43]
- Басава Дарма Пета је конструисао статуу Басаве у Басавакалијани високу 33 m.